# Brestovac (Leskovac)
Pour les articles homonymes, voir Brestovac.
Brestovac (en serbe cyrillique : Брестовац) est une localité de Serbie située sur le territoire de la Ville de Leskovac, district de Jablanica. Au recensement de 2011, elle comptait 2 063 habitants.
Brestovac est officiellement classé parmi les villages de Serbie.

## Démographie

### Évolution historique de la population
| 1948  | 1953  | 1961  | 1971  | 1981  | 1991  | 2002  | 2011  |
| ----- | ----- | ----- | ----- | ----- | ----- | ----- | ----- |
| 1 687 | 1 742 | 2 003 | 2 077 | 2 140 | 2 167 | 2 086 | 2 063 |

|  |